# Монтаж накруткою
Монтаж накруткою — монтаж проводів накруткою — технологія монтажу для виготовлення електронних пристроїв. Належить до електричного монтажу радіоелектронної апаратури, а саме електричного з'єднання холодним способом. Безпосереднє контактування з'єднання здійснюється під впливом тиску (так само як і холодне зварювання та обтиск).

## Історія
Сучасна технологія монтажу накруткою була розроблена після Другої світової війни в лабораторіях Bell, як засіб для встановлення електричних з'єднань у новому реле, призначеному для використання в телефонній системі Bell. 
Використовувалась при виробництві на автоматизованих дільницях монтажу для панелей СМ ЕОМ (НВО «Електронмаш»).
Була популярним методом монтажу в 1960-х роках.

## Технологія
Накрутка — це з'єднання оголеного дроту зі штировим висновком, що має гострі крайки, шляхом навивання дроту на висновок з певним зусиллям. При цьому крайки штиря, частково деформуючись, врізаються у провід, руйнуючи на ньому оксидну плівку і утворюючи газонепроникні з'єднання. Концентрація напружень в зоні контакту і значний тиск (до 15-20 МПа) обумовлюють взаємну дифузію металів, що сприяє підвищенню надійності з'єднань.
Накрутка виконується одним з двох способів: звичайним і модифікованим. Різниця полягає в тому, що при модифікованій накрутці навивається не тільки зачищена частина, але й один виток ізольованого проводу. Це необхідно для того, щоб запобігти обриву жили в місці видалення ізоляції і розмістити ізоляційний виток в нижній частині термінала.

## Недоліки методу
- складність автоматизації;
- критичність при виборі поєднань матеріалів;
- складність ремонту.

## Застосування
Монтаж бортового комп'ютера, який управляв космічним апаратом Аполлон був проведений саме методом накрутки.
Даний метод був популярний в 1960-х роках у виробництві електроніки, але нині він застосовується рідко. Технології поверхневого монтажу зробили цю технологію менш популярною за останні десятиліття. Поява макетних плат, а також зниження цін на професійні друковані плати майже витіснили застосування цієї технології у виробництві.
Монтаж накруткою був застосований в комп'ютерах PDP-11.